# San José Llano Grande (Puebla)
San José Llano Grande es una localidad en el municipio de Tlachichuca, Estado de Puebla, México. 

## Datos básicos
- San José Llano Grande está a 3.040 metros de altitud.
- El 0% de los adultos habla alguna lengua indígena. En la localidad se encuentran 132 viviendas, de las cuales el 10% disponen de una computadora

## Demografía
En la localidad hay 752 habitantes: 370 hombres y 382 mujeres. La relación mujeres/hombres es de 1,032. El ratio de fecundidad de la población femenina es de 3.52 hijos por mujer. El porcentaje de analfabetismo entre los adultos es del 19,55% (17,3% en los hombres y 21,73% en las mujeres) y el grado de escolaridad es de 4.13 (4.13 en hombres y 4.13 en mujeres).